# Nebeská Rybná
Nebeská Rybná (deutsch: Himmlisch Rybnai, auch: Himmlisch Riebnai) ist ein Ortsteil der Gemeinde Rokytnice v Orlických horách im Okres Rychnov nad Kněžnou in Tschechien. Durch den Ort verläuft die Staatsstraße 310, die bei Rokytnice beginnt und in nordwestlicher Richtung nach Olešnice v Orlických horách führt. 

## Geographie
Nebeská Rybná liegt im südöstlichen Teil des Adlergebirges. Nachbarorte sind Pustiny (Wüstenei) und Říčky im Nordosten, Horní Rokytnice (Ober Rokitnitz) im Osten, Julinčíno Udolí (Juliental) im Südosten, Hamernice (Hammerdorf) und Pěčín im Süden, Přim, Popelov (Popelow) und Ochoz (Wochoz) im Südwesten sowie Liberk und Bělá (Bielai) im Westen und Rampuše (Rampusch) im Nordwesten.

## Geschichte
Nebeská Rybna wurde 1318 erstmals erwähnt. Es gehörte zum Königgrätzer Kreis und war im Besitz der Herren von Richemberg. Bereits im 14. Jahrhundert besaß es eine Holzkirche, die als Pfarrkirche für die umliegenden Ortschaften diente und vermutlich während der Reformation den Pfarrstatus verlor. Ab Ende des 16. Jahrhunderts wurde Himmlisch Rybnai vermehrt mit deutschen Waldarbeitern und Flößern aus dem Riesengebirge besiedelt. 1662 wurde es wiederum Pfarrort, zu dem auch die Ortschaften entlang des oberen Erlitztales sowie Langenbrück in der Grafschaft Glatz gehörten. Nachdem 1845 die Holzkirche durch einen Brand zerstört worden war, wurde eine neue Kirche aus Stein erbaut und 1857 wiederum den hll. Philip und Jakob geweiht.
Seit 1750 gehörte Himmlisch Rybnai zur Bezirkshauptmannschaft Senftenberg. Bereits im 18. Jahrhundert besaß es eine Schule, die bis 1785 auch die Kinder aus Ritschka besuchten. Vor 1918 besaß es eine dreiklassige Volksschule, die nach der Gründung der Tschechoslowakei ebenfalls dreiklassig weiter geführt wurde. Für das Jahr 1935 sind 869 Einwohner nachgewiesen, unter diesen neun Tschechen. Infolge des Münchner Abkommens wurde Himmlisch Rybnai 1938 dem Deutschen Reich angeschlossen und gehörte bis 1945 zum Landkreis Grulich. 1939 lebten in Himmlisch Rybnai 779 Einwohner in 203 Häusern. Nach dem Zweiten Weltkrieg wurden die deutschen Bewohner vertrieben. Die Zahl der Einwohner ging deutlich zurück, wodurch zahlreiche Häuser dem Verfall preisgegeben wurden. 1991 hatte der Ort 108 Einwohner. Im Jahre 2001 bestand das Dorf aus 82 Wohnhäusern, in denen 82 Menschen lebten.

## Sehenswürdigkeiten
- Die Kirche der hl. Philipp und Jakob wurde 1845–1857 errichtet. Der Hauptaltar im Stil des Rokoko wird dem Holzbildhauer F. J. Prokop aus Liberk zugeschrieben. Den Seitenaltar schuf der Maler Umlauf aus Liberk.